# Eastchester (New York, statisztikai település)
Eastchester statisztikai település az USA New York államában, Westchester megyében. Lakosainak száma 20 901 fő (2020. április 1.).

## Népesség
A település népességének változása:

| 2010 | 19 554 |
| 2020 | 20 901 |